# Apple Maps
Apple Maps је услуга веб-картографије којом управља Apple Inc. Подразумевани је систем карте за iOS, iPadOS, watchOS и macOS, а пружа упутства и процену времена за вожњу, пешачење, вожњу бициклом и навигацију у јавном превозу. Режим „Flyover” приказује одређене густо насељене урбане центре и друга места од интереса у 3D пејзажу састављеном од модела зграда и структура.
Први пут објављен 2012. године, Apple Maps заменио је Google Maps као подразумевани систем карте на Apple уређајима. Приликом покретања, изазвао је критике корисника и рецензената због нетачних упутстава, оскудних података о јавном превозу и разних других грешака. Apple је од тада даље развијао софтвер који се бави критикама.
Ексклузивно за Apple уређаје, апликацији се може приступити на уређајима који нису Apple у резултатима претраге у вези са мапама на DuckDuckGo.